# Czerwony stan
Czerwony stan (tytuł oryg. Red State) – amerykański film fabularny z 2011 roku, napisany i wyreżyserowany przez Kevina Smitha. Film jest hybrydą dramatu, kina akcji i dreszczowca oraz stanowi odejście Smitha od najczęściej kręconych przez siebie komedii. Światowa premiera obrazu miała miejsce 23 stycznia 2011; 17 listopada tego roku Czerwony stan był wyświetlany podczas American Film Festival w Polsce.
Fabułę filmu zainspirowała autentyczna postać kontrowersyjnego kaznodziei Freda Phelpsa z Topeka w stanie Kansas, który słynie z homofobii i demonstracyjnych wystąpień podczas pogrzebów amerykańskich żołnierzy zabitych w Iraku.

## Fabuła
Centralne Stany Zjednoczone. Troje licealistów zostaje uprowadzonych przez fanatyków religijnych, którzy uznają ich za grzeszników i decydują następnie zabić nastolatków.

## Obsada
- Michael Parks − pastor Abin Cooper
- John Goodman − agent specjalny Joseph Kennan
- Melissa Leo − Sarah
- Kyle Gallner − Jared
- Kerry Bishé − Cheyenne
- Stephen Root − szeryf Wynan
- Michael Angarano − Travis
- Nicholas Braun − Billy-Ray
- Ralph Garman − Caleb
- Haley Ramm − Maggie
- James Parks − Mordechai
- Kevin Pollak − Brooks
- Marc Blucas − snajper
- Jennifer Schwalbach Smith − Esther
- Kaylee DeFer − Dana

## Nagrody i wyróżnienia
- 2011, Sitges − Catalonian International Film Festival:
  - nagroda za najlepszy film (nagrodzony: Kevin Smith)
  - nagroda dla najlepszego aktora (Michael Parks)
- 2012, Fangoria Chainsaw Awards:
  - nominacja do nagrody Chainsaw w kategorii najlepszy aktor drugoplanowy (Michael Parks)
- 2012, Chlotrudis Awards:
  - nominacja do nagrody w kategorii najlepsza aktorka drugoplanowa (Melissa Leo)